# إكس فيديوز
إكس فيديوز (بالإنجليزية: Xvideos) هو واحد من أكبر المواقع الإباحية على الإنترنت حيث يقوم على تقنية مشاركة الفيديو ومن ثم عرضه داخله. يتبع الموقع للشركة التشيكية القابضة دابليو جي سي زيد (بالإنجليزية: WGCZ). في حقيقة الأمر؛ يحظى الموقع بشعبية كبيرة على مستوى كل دول العالم واعتبارًا من 7 يوليو 2018 فإن الموقع يحتل الرتبة 43 كأكثر المواقع زيارة على مستوى العالم.
في عام 2012 تم تصميم الموقع لتشغيل أكثر من تيرابايت في الثانية وهو ما يعادل واحد من الخمسة عشر من عرض النطاق الترددي لشبكة الاتصال المتوفرة بين لندن ونيويورك. عقدت شركة دابليو جي سي عقداً مع شبكة بانج بروس يقضي بملكية الطرفان للموقع وحصولهما على كل الأصول.

## التاريخ
يُعد موقع إكس فيديوز الموقع الإباحي المُفضل لدى الكثير بسبب إتاحته الوصول لمحتوى الكبار بكل سهولة بل بطريقة تُماثل موقع يوتيوب الذي يُقدم المحتوى العام. يعرض الموقع مقاطع الفيديو كما يضم بعض أشرطة الفيديو المقرصنة) وأخرى للهواة وغيرها من أنواع المحتوى.
بحلول عام 2012 كان موقع إكس فيديوز أكبر موقع للكبار في العالم؛ حيث يتصفح أزيد من 4.4 مليار شخص شهريا مُختلف صفحاته. حاول فابيان ثايملان مالك مايند كيك شراء إكس فيديوز في عام 2012 وذلك من أجل احتكار الإباحة على مستوى هذا الموقع لا غير إلا المالك الفرنسي للموقع -غير معروف كثيرا- رفض ذلك العرض الذي قُدر حينها بأزيد من 120 مليون دولار قائلا: «آسف يجب أن أذهب للعب ديابلو الثاني.» أثار موقع إكس فيديوز الجدل في عام 2014 عندما حاول إجبار مزودي المحتوى إما التعهد بالتخلي عن الحق في حذف أشرطة الفيديو من حساباتهم أو إغلاق حساباتهم على الفور.

## الترتيب
اعتبارًا من يونيو 2018 نال موقع إكس فيديوز المرتبة 11 في قائمة المواقع الأكثر شعبية في العالم حسب سميلارويب كما نال المركز الثاني قائمة المواقع المخصصة للكبار.

## الرقابة

### الهند
في عام 2015 تم استهداف الموقع رفقة 857 آخرين من قبل الحكومة الهندية التي منعت الوصول لمثل هذهِ المواقع بل يشمل ذلك غير مواقع إباحية مثل كوليج هيمور (بالإنجليزية: Coleghumour).

### ماليزيا
في عام 2015 حظرت الحكومة الماليزية موقع إكس فيديوز بسبب مخالفته لقانون الاتصالات والوسائط المتعددة لعام 1998 الذي يحظر نشر أو توزيع «المواد الفاحشة» رقميا أو بأي وسيلة أخرى.

### فنزويلا
في 14 يونيو/حزيران 2018 حظرت شركة الاتصالات السلكية واللاسلكية وخدمات الإنترنت (تُعرف اختصارا بـ CANTV) المستخدمين من الوصول إلى الموقع دون تقديم أي تفسير في هذا الصدد.